# Jon Hicks
Jon Hicks (Leamington Spa, 1972) é um designer inglês, criador do logo dos programas Opera, Firefox, Thunderbird e Miro, entre outros.